# Lewistown Heights (Montana)
Lewistown Heights és una concentració de població designada pel cens dels Estats Units a l'estat de Montana. Segons el cens del 2000 tenia 365 habitants.

## Demografia
Segons el cens del 2000, Lewistown Heights tenia 365 habitants, 138 habitatges, i 93 famílies. La densitat de població era de 60 habitants per km².
Dels 138 habitatges en un 32,6% hi vivien nens de menys de 18 anys, en un 57,2% hi vivien parelles casades, en un 5,8% dones solteres, i en un 31,9% no eren unitats familiars. En el 18,8% dels habitatges hi vivien persones soles el 8,7% de les quals corresponia a persones de 65 anys o més que vivien soles. El nombre mitjà de persones vivint en cada habitatge era de 2,64 i el nombre mitjà de persones que vivien en cada família era de 3,13.
Per edats la població es repartia de la següent manera: un 29% tenia menys de 18 anys, un 6% entre 18 i 24, un 28,8% entre 25 i 44, un 24,7% de 45 a 60 i un 11,5% 65 anys o més.
L'edat mediana era de 37 anys. Per cada 100 dones de 18 o més anys hi havia 107,2 homes.
La renda mediana per habitatge era de 31.154 $ i la renda mediana per família de 34.063 $. Els homes tenien una renda mediana de 28.382 $ mentre que les dones 13.036 $. La renda per capita de la població era d'11.274 $. Aproximadament el 9,3% de les famílies i el 15,6% de la població estaven per davall del llindar de pobresa.

## Poblacions més properes
El següent diagrama mostra les poblacions més properes.